# Hans von Staden

Fragment ryciny z dzieła Hansa Stadena

Hans von Staden (ur. 1525 w Homberg (Efze), zm. 1579 w Wolfhagen lub w Korbach) – niemiecki żołnierz i podróżnik. 
W 1548 roku uczestniczył w wyprawie handlowej po drzewo brasil do Pernambuco na portugalskim statku. Do celu dotarł podczas powstania Indian, przez co uczestniczył w obronie miasta Olindy, będącego siedzibą Durate Coelho, administratora kapitanii. Po odparciu ataków, załoga skierowała się do pobliskiego portu po towar. Tam natknęli się na francuski statek handlowy, który zaatakowali. Krótka potyczka zakończyła się fiaskiem, Francuzi uciekli a oni sami po 108 dniach, w 1548 roku powrócili do Portugalii.
W 1549 roku Hans von Staden zaciągnął się na służbę hiszpańską i jako żołnierz królewski popłynął do Rio de la Plata. W pobliżu São Vicente w Brazylii, okręt wpadł w sztorm i rozbił się. Staden uratował się i po dotarciu do miasta jako artylerzysta został dowódcą fortu a następnie z rąk gubernatora Tomé de Sousa został dowódca fortu na kolejne dwa lata. Nim upłynął okres służby Staden został napadnięty przez Indian z plemienia Tupi i uwięziony. W niewoli przeżył trzy lata udając czarownika i dopiero francuski kapitan Vatteville ze statku Catherine uratował go. W 1555 roku Staden powrócił do rodzinnej Hesji.
W 1557 roku wydał Warhaftige Historia und beschreibung eyner Landtschafft der Wilden Nacketen, Grimmigen Menschfresser-Leuthen in der Newenwelt America gelegen (Prawdziwe dzieje i opis krainy dzikich, okrutnych ludożerców z Nowego Świata Ameryki). Dzieło to zostało w 1592 roku zilustrowane przez Théodore de Bry i wydane jako I część cyklu Americae. 